# Reidville (Canada)
Reidville is een gemeente (town) in de Canadese provincie Newfoundland en Labrador. De gemeente ligt aan de rivier Humber in het westen van het eiland Newfoundland.

## Geschiedenis
In 1975 werd het dorp een gemeente met het statuut van local government community (LGC). Door algemene wetswijzigingen werd de gemeente in 1980 een community om een aantal jaar later uiteindelijk een town te worden.

## Geografie
Reidville ligt zo'n 4 km ten noordoosten van het dorp Deer Lake, dat voor de regio een centrumfunctie uitoefent. Tussen beide plaatsen bevindt zich de rivier de Humber, evenals de splitsing van de Trans-Canada Highway en Route 430, twee van de belangrijkste wegen in de provincie.
Ten westen van Reidville ligt Nicholsville, dat deel uitmaakt van de gemeente Deer Lake. Ten noorden van Reidville ligt de gemeente Cormack.

## Demografie
Reidville is demografisch gezien al jarenlang stabiel met een inwoneraantal dat rond de 500 schommelt. Dit in tegenstelling tot de sterke bevolkingsdaling van de laatste decennia in het merendeel van de kleine Newfoundlandse plaatsen.
| Demografische ontwikkeling van Reidville tussen 1951 en 2021 |
| ------------------------------------------------------------ |
|                                                              |
| Bron: 1951–1986, 1991–1996, 2001–2006, 2011–2016, 2021)      |